# Лекарев, Николай Григорьевич
Николай Григорьевич Лекарев (род. 22 декабря 1957) — режиссёр-постановщик театра «Ромэн», композитор, драматург.
Заслуженный артист Российской Федерации (2001).
Лауреат Премии Правительства Москвы.

## Биография
Лекаревы — потомственные артисты, ведут свою родословную от хоровых цыган.
В первый раз Николай Лекарев вышел на сцену в 1961 году в возрасте четырёх лет. Черноглазый мальчишка лихо отплясывал под аккомпанемент своего отца, руководителя цыганского ансамбля «С бубном и гитарой», в котором работала и его мать.
Николай Лекарев окончил музыкальную школу и режиссёрский факультет ГИТИСа. Играет на сцене театра «Ромэн» (с 1986 года) и руководит ансамблем «Подкова счастья». Сыграл более 30 ролей в репертуаре театра. Прекрасный вокалист, гитарист, танцор, аранжировщик.
В 2011 году как режиссёр поставил в театре «Ромэн» спектакль «Подкова счастья». В этом спектакле Николай Григорьевич также является автором пьесы, композитором и исполнителем одной из главных ролей, в 2013 году поставил спектакль и написал музыку к спектаклю по пьесе своей старшей дочери Радмилы Богдановой «Цыганская невеста». Режиссёром этого спектакля является его сын Николай Лекарев мл.

### Семья
У Николая Лекарева — большая семья: жена, сын, три дочери и одиннадцать внуков.
Его отец — Григорий Иванович Лекарев и мать Раиса Петровна Лекарева жили в Харькове, Украина.

## Роли в кино
- 1978 — Мой ласковый и нежный зверь
- 1999 — Чёрный жемчуг
- 2005 — Кармелита — Баро
- 2005 — Любовь моя (телесериал) — экстрасенс Шреплер
- 2007 — Огонь любви — Бахтари
- 2009 — Кармелита. Цыганская страсть — Баро

## Награды и звания
- Медаль ордена «За заслуги перед Отечеством» I степени (29 апреля 2019 года) — за большой вклад в развитие отечественной культуры и искусства, многолетнюю плодотворную деятельность[3].
- Медаль ордена «За заслуги перед Отечеством» II степени (24 ноября 2010 года) — за заслуги в развитии отечественной культуры и искусства, многолетнюю плодотворную деятельность[4].
- Заслуженный артист Российской Федерации (23 декабря 2001 года) — за заслуги в области искусства[5].